# Metropis inermis
Metropis inermis är en insektsart som beskrevs av Wagner 1939. Metropis inermis ingår i släktet Metropis och familjen kilstritar. Inga underarter finns listade i Catalogue of Life.